# Ministro de Vivienda, Construcción y Saneamiento del Perú
El ministro(a) de Vivienda, Construcción y Saneamiento del Perú es el encargado del Ministerio de Vivienda, Construcción y Saneamiento dentro del Consejo de Ministros del Perú. El actual ministro es Durich Whittembury.

## Lista de Ministros (1969-1993)
| Ministro                   | Inicio                  | Fin                     | Gobierno                                         |
| -------------------------- | ----------------------- | ----------------------- | ------------------------------------------------ |
| Luis Vargas Caballero      | 1 de abril de 1969      | 4 de enero de 1972      | Juan Velasco Alvarado                            |
| Ramón Arróspide Mejía      | 4 de enero de 1972      | 31 de mayo de 1974      | Juan Velasco Alvarado                            |
| Augusto Gálvez Velarde     | 31 de mayo de 1974      | 25 de junio de 1975     | Juan Velasco Alvarado                            |
| Isaías Paredes Arana       | 25 de junio de 1975     | 17 de julio de 1976     | Juan Velasco Alvarado Francisco Morales Bermúdez |
| Gerónimo Cafferata Marazzi | 17 de julio de 1976     | 16 de agosto de 1977    | Francisco Morales Bermúdez                       |
| César Rosas Cresto         | 16 de agosto de 1977    | 27 de julio de 1980     | Francisco Morales Bermúdez                       |
| Javier Velarde Aspíllaga   | 28 de julio de 1980     | 25 de noviembre de 1984 | Fernando Belaúnde Terry                          |
| Carlos Pestana Zevallos    | 25 de noviembre de 1984 | 28 de julio de 1985     | Fernando Belaúnde Terry                          |
| Luis Bedoya Vélez          | 28 de julio de 1985     | 1 de marzo de 1989      | Alan García                                      |
| Antenor Orrego Spelucín    | 1 de marzo de 1989      | 28 de julio de 1990     | Alan García                                      |
| Guillermo del Solar Rojas  | 28 de julio de 1990     | 6 de noviembre de 1991  | Alberto Fujimori                                 |
| Óscar de la Puente Raygada | 6 de noviembre de 1991  | 28 de julio de 1993     | Alberto Fujimori                                 |

## Lista de Ministros (2002-)
| Imagen | Ministro               | Partido | Partido                      | Inicio                   | Fin                       | Gobierno | Gobierno              |
| ------ | ---------------------- | ------- | ---------------------------- | ------------------------ | ------------------------- | -------- | --------------------- |
|        | Carlos Bruce           |         | Perú Posible                 | 13 de julio de 2002      | 18 de agosto de 2005      |          | Alejandro Toledo      |
|        | Rudecindo Vega         |         | Perú Posible                 | 19 de agosto de 2005     | 28 de julio de 2006       |          | Alejandro Toledo      |
|        | Hernán Garrido Lecca   |         | Partido Aprista Peruano      | 28 de julio de 2006      | 20 de diciembre de 2007   |          | Alan García           |
|        | Enrique Cornejo        |         | Partido Aprista Peruano      | 20 de diciembre de 2007  | 29 de noviembre de 2008   |          | Alan García           |
|        | Nidia Vílchez          |         | Partido Aprista Peruano      | 29 de noviembre de 2008  | 11 de junio de 2009       |          | Alan García           |
|        | Francis Allison        |         | Independiente                | 11 de junio de 2009      | 29 de septiembre de 2009. |          | Alan García           |
|        | Juan Sarmiento Soto    |         | Partido Aprista Peruano      | 29 de septiembre de 2009 | 28 de julio de 2011       |          | Alan García           |
|        | René Cornejo Díaz      |         | Independiente                | 28 de julio de 2011      | 24 de febrero de 2014     |          | Ollanta Humala        |
|        | Milton von Hesse       |         | Partido Nacionalista Peruano | 24 de febrero de 2014    | 11 de octubre de 2015     |          | Ollanta Humala        |
|        | Francisco Dumler       |         | Independiente                | 11 de octubre de 2015    | 28 de julio de 2016       |          | Ollanta Humala        |
|        | Edmer Trujillo Mori    |         | Independiente                | 28 de julio de 2016      | 17 de septiembre de 2017  |          | Pedro Pablo Kuczynski |
|        | Carlos Bruce           |         | Peruanos Por el Kambio       | 17 de septiembre de 2017 | 2 de abril de 2018        |          | Pedro Pablo Kuczynski |
|        | Javier Piqué del Pozo  |         | Independiente                | 2 de abril de 2018       | 11 de marzo de 2019       |          | Martín Vizcarra       |
|        | Carlos Bruce           |         | Peruanos Por el Kambio       | 11 de marzo de 2019      | 14 de abril de 2019       |          | Martín Vizcarra       |
|        | Miguel Estrada Mendoza |         | Independiente                | 26 de abril de 2019      | 30 de septiembre de 2019  |          | Martín Vizcarra       |
|        | Rodolfo Yáñez          |         | Independiente                | 3 de octubre de 2019     | 15 de julio de 2020       |          | Martín Vizcarra       |
|        | Carlos Lozada          |         | Independiente                | 15 de julio de 2020      | 10 de noviembre de 2020   |          | Martín Vizcarra       |
|        | Hilda Sandoval Cornejo |         | Independiente                | 12 de noviembre de 2020  | 17 de noviembre de 2020   |          | Manuel Merino         |
|        | Solangel Fernández     |         | Independiente                | 18 de noviembre de 2020  | 28 de julio de 2021       |          | Francisco Sagasti     |
|        | Geiner Alvarado        |         | Independiente                | 29 de julio de 2021      | 5 de agosto de 2022       |          | Pedro Castillo        |
|        | César Paniagua         |         | Independiente                | 5 de agosto de 2022      | 7 de diciembre de 2022    |          | Pedro Castillo        |
|        | Hania Pérez de Cuéllar |         | Independiente                | 10 de diciembre de 2022  | 3 de septiembre de 2024   |          | Dina Boluarte         |
|        | Durich Whittembury     |         |                              | 3 de septiembre de 2024  |                           |          | Dina Boluarte         |